# Zentralbank von Zypern
Die Zentralbank von Zypern (griechisch: Κεντρική Τράπεζα της Κύπρου,ΚΤΚ; türkisch: Kıbrıs Merkez Bankası, ΚΜΒ) ist die Zentralbank der Republik Zypern mit Sitz in Nikosia.
Die Zentralbank wurde 1963 gegründet. Seit 2008 ist sie Teil des Europäischen Systems der Zentralbanken. Bis zur Einführung des Euro hatte sie das Monopol zur Ausgabe von Banknoten der Währung Zypern-Pfund.
Im März 2013 gab es eine Krise auf Zypern.
Am 10. März 2014 trat der Zentralbankchef Panikos Dimitriadis zurück; seine Nachfolgerin wurde Chrystalla Georghadji. Ihr folgte 2019 Constantinos Herodotou nach.